# Route nationale 8 (Cambodge)
Pour les articles homonymes, voir Route nationale 8.
La route nationale 8 est une des routes nationales du Cambodge. D'une longueur de 90 kilomètres, elle relie la Route nationale 6A, franchit le Mékong sur le pont Prek Tamak, passe très près de la frontière du Viet Nam à Amphil et se connecte sur la Route nationale 7.